# Palatul Ignácz Heymann
Palatul Ignácz Heymann este o clădire istorică situată în cartierul Fabric din Timișoara, pe Bulevardul 3 August 1919, nr. 7, fiind realizată în arhitectura Art Nouveau, stilul Secession. 
Face parte din Situl urban „Fabric” (II), monument istoric cod LMI TM-II-s-B-06097.

## Istorie
Palatul Ignacz Heymann a primit autorizație de construire la 18 iunie 1900 și a fost finalizat la 4 aprilie 1901.
Acesta a fost construit în același timp cu Palatul Franz Anheuer, însă cele două clădiri prezintă expresii plastice opuse.
Conform cărții de adrese din anul 1910, proprietar al casei era magnatul János Holtz. 

## Descriere
Palatul Ignácz Heymann se evidențiază prin decorurile sale neobaroce, care pot fi considerate anacronice în contextul arhitecturii perioadei în care a fost construit. 